# اجوود، اوهایو
اجوود (به انگلیسی: Edgewood) یک منطقهٔ مسکونی در ایالات متحده آمریکا است که در شهرستان آشتابولا، اوهایو واقع شده‌است. اجوود ۱۷٫۷ کیلومتر مربع مساحت و ۴٬۴۳۲ نفر جمعیت دارد و ۲۰۸ متر بالاتر از سطح دریا واقع شده‌است.